# Lirska pesem
Lirska ali osebno-izpovedna pesem je pesem, v kateri pesnik izraža svoja čustva, svoje misli, svoje mnenje, zato jim pravimo tudi osebno-izpovedne pesmi.  